# لواء المشاة السابع (لبنان)
لواء المشاة السابع هو لواء عسكري تابع للجيش اللبناني شارك في الحرب الأهلية اللبنانية، تأسس في 20 يونيو 1983، وتمركز في ثكنة نهرا الشالوحي - البترون.

## أصول
في أعقاب الغزو الإسرائيلي للبنان في يونيو - سبتمبر 1982، اقتنع الرئيس أمين الجميل، بأن وجود قوة دفاع وطنية قوية وموحدة شرطا أساسيا لإعادة بناء الأمة، وأعلن خططاً لتكوين جيش يضم 60 ألف رجل منظم في اثني عشر لواء (تم إنشاؤها من أفواج المشاة الحالية)، مدربين ومجهزين من قبل فرنسا والولايات المتحدة. وفي أواخر عام 1982، تم إعادة تنظيم فوج المشاة السابع وتوسيعه ليشمل مجموعة لواء تضم 2000 رجل، معظمهم من المسيحيين الموارنة من منطقتي عكار والكورة في شمال لبنان، والمسلمين الشيعة والدروز من منطقة الشوف، وفي 20 يونيو 1983 أصبح يسمى لواء المشاة السابع.

## شعار
ينطلق الشعار من الرقم (7) الذي يرمز إلى النجاح والنصر، تتوسطه أرزة خضراء رمزاً للخلود وذلك على خلفية سوداء رمزاً للثبات، يحيط به سور كرمز لحصن تاريخي كتبت عليه عبارة «لكل لبنان».

## تاريخ القتال

### الحرب الأهلية اللبنانية

#### حرب الجبل 1983-1984
خلال حرب الجبال في أوائل سبتمبر عام 1983 تم نشر وحدات اللواء السابع في الأشرفية والحديث في بيروت، وفي ضهر الوحش مقابل عاليه في منطقة الشوف جنوب شرق العاصمة اللبنانية، حيث واجهوا هجوم ميليشيا الدروز، وجيش التحرير الشعبي للحزب الاشتراكي التقدمي المعارضة الرئيسية للحكومة. وعلى مقربة من نهاية معركة سوق الغرب في 24 سبتمبر فر الجنرال الحكيم إلى أماكن سيطرة جيش التحرير الشعبي، ولكنه لم يعلن بأنه قد انشق. وطردت الكتيبة 72 المتمركزة في ضهر الوحش من قبل ميليشيات الدروز التابعة لجيش التحرير الشعبي، وأنسحبت إلى بيروت الشرقية في فبراير / شباط 1984. وفي نفس الشهر هربت الكتيبة 97 التي يطغى عليها الأغلبية الشيعية إلى لواء المشاة السادس الشيعي وميليشيا حركة أمل.

#### سنوات ما بعدالشوف1984-1990
بحلول عام 1987 كان لواء المشاة السابع يتألف من 1700 جندي بقيادة العقيد فارس لحود، وتمركزت فرقة من اللواء في قضاء جبيل شمال بيروت. واعتبرت هذه الوحدة موالية للرئيس السابق سليمان فرنجية زعيم ميليشيا جيش تحرير زغرتا، التي يقع مقرها في زغرتا على بعد بضعة كيلومترات جنوب غرب طرابلس. وبالتالي قامت الحكومة المركزية بتجهيز هذه الوحدة بأسلحة خفيفة فقط، وتم نقل مقر اللواء إلى عمشيت شمال جونيه، وتم تسليح وتجهيز الوحدات في عشميت بدبابات أمريكية من طراز M48 وناقلات جنود مدرعة من طراز إم-113، ولكنها كانت تعتبر تحت سيطرة القائد الأعلى لميليشيا القوات اللبنانية سمير جعجع الذي احتفظ بها هناك.
خلال حرب التحرير في 1989-1990 التي قادها الجنرال ميشال عون، قاد اللواء السابع العقيد سامي ريحانا مدفاعًا وبحماسة عن مدفون وكفر عبيدة في منطقة البترون، وفي 13-14 أغسطس 1989 ألحق خسائر فادحة في القوات المدرعة التابعة للجيش السوري، وفي وقت لاحق من يوم 13 سبتمبر تعرضت وحدات اللواء المتمركزة في المنيرة لقذائف مدافع الهاون الثقيلة من السوريين.
وهو أمر مناقض لما روج له من شائعات بأن بعض من وحدات من كل من اللواء السابع واللواء الثاني كانت تعد نفسها للفرار إلى أماكن سيطرة السوريين وشن هجوم على مدفون وشبطين وصغر.
وضع العقيد ريحانة اللواء السابق في حالة تأهب قصوى وأصدر أمر «تعبئة عامة» لجميع تشكيلات اللواء المدرعة والمشاة والمدفعية المرابطة في ثكنات عمشيت وفي مدفون. وفي 16 يناير 1990 بعد علاقات باردة بين «حكومة الجنرال عون العسكرية المؤقتة في شرق بيروت» و«قيادة ميليشيا القوات اللبنانية في عمشيت»، أمر اللواء السابع بللقيام بدوريات أمنية ليلية بمركباته العسكرية في منطقة جبيل وعمشيت ونهر إبراهيم للمساعدة في الحفاظ على النظام.

### سنوات ما بعد الحرب الأهلية 1990 حتى الآن
بعد انتهاء الحرب في أكتوبر عام 1990 أعيد الكتيبة 97 إلى اللواء السابع، وأعيد توحيد ودمج اللواء في بنية القوات المسلحة اللبنانية.

## وصلات خارجية
- Histoire militaire de l'armée libanaise de 1975 à 1990 (باللغة الفرنسية)
- الموقع الرسمي للقوات المسلحة اللبنانية
- دليل لبنان العسكري من GlobalSecurity.org
- وكالة المخابرات المركزية - كتاب حقائق العالم - لبنان
- مؤشر اعتراف الجيش بالمعدات العسكرية اللبنانية نسخة محفوظة 19 سبتمبر 2020 على موقع واي باك مشين.
- قوة النيران العالمية - القوة العسكرية اللبنانية
- الجيش اللبناني يحاول إعادة تسليح وتحديث نفسه
- قائمة الرغبات العسكرية اللبنانية 2008/2009 - New York Times
- MilitaryPhotos. نت، الجيش اللبناني
- MilitaryPhotos. نت، الجيش اللبناني